# Tafoughalt
 (février 2012).
 (février 2012).
Si vous disposez d'ouvrages ou d'articles de référence ou si vous connaissez des sites web de qualité traitant du thème abordé ici, merci de compléter l'article en donnant les références utiles à sa vérifiabilité et en les liant à la section « Notes et références ».
Tafoughalt ou Taforalt (en tamazight : ⵜⴰⴼⵓⵖⴰⵍⵜ, en arabe : تافوغالت), est un village berbère rifain situé plus précisément dans le rif oriental, dans le massif des Béni Snassen et faisant partie de la confédération tribale des Béni-Snassen au Maroc.
Elle regroupe plusieurs commerces où les personnes habitant dans les montagnes viennent généralement s'approvisionner. Avec ses cascades (zegzel) et ses plantations de Néfliers, c'est aussi un lieu touristique en cours de développement.
Tafoughalt se situe à une altitude de 720 mètres et à environ 40 kilomètres de la mer Méditerranée.

## Localisation
Tafoughalt se situe dans la région de l'Oriental dans la Province de Berkane au centre du massif des Béni Snassen.
La commune de Tafoughalt se trouve à environ 10 km de Berkane, 40 km de Saïdia, 55 km d'Oujda et 70 km de Nador.
La ville de Tafoughalt est mitoyenne de la Vallée du Zegzel qui lui appartient. Cela fait d'elle à la fois une ville urbaine et une ville rurale.

### Lieux-dits, Hameaux et écarts
- Centre ville
- Zegzel
- Grotte des pigeons, Ifri N Tafoughalt
- Grotte du Chameau, Ifri Tasrakout. Plusieurs galeries dont une irait à La Grotte des Ain Beni Add (Tlemcen)
- Forêt de Tafoughalt-Zegzel

### Tourisme
La commune de Tafoughalt possède une activité touristique dans son centre urbain, visité pour ses commerces et la piscine, et encore bien davantage pour sa partie rurale. Cette dernière possède différentes grottes, de nombreux cours d'eau, des cascades, une vallée qui regorge d'une flore et d'une faune remarquables et une forêt qui s'étend jusqu'à la commune de Aïn Sfa.

## Personnalités
Hakim Ziyech, footballeur néerlando-marocain.